# Artur Sérgio Batista de Souza
Artur Sérgio Batista de Souza, noto semplicemente come Artur (Abel Figueiredo, 5 agosto 1994), è un calciatore brasiliano, difensore del Ponte Preta.

## Caratteristiche tecniche
È un terzino sinistro.

## Carriera

### Club
Cresciuto nelle giovanili dell'Internacional, ha esordito in prima squadra il 5 giugno 2015 in un match pareggiato 1-1 contro il Palmeiras.

## Statistiche

### Presenze e reti nei club
Statistiche aggiornate al 16 gennaio 2018.
| Stagione             | Squadra              | Campionato           | Campionato | Campionato | Coppe nazionali | Coppe nazionali | Coppe nazionali | Coppe continentali | Coppe continentali | Coppe continentali | Altre coppe | Altre coppe | Altre coppe | Totale | Totale | Totale |
| Stagione             | Squadra              | Comp                 | Pres       | Reti       | Comp            | Pres            | Reti            | Comp               | Pres               | Reti               | Comp        | Pres        | Reti        | Pres   | Reti   |        |
| -------------------- | -------------------- | -------------------- | ---------- | ---------- | --------------- | --------------- | --------------- | ------------------ | ------------------ | ------------------ | ----------- | ----------- | ----------- | ------ | ------ | ------ |
| 2015                 | Internacional        | PD/RS+A              | 0+13       | 0          | CB              | 1               | 0               |                    | -                  | -                  |             | -           | -           | 14     | 0      |        |
| 2016                 | Internacional        | PD/RS+A              | 17+20      | 1+0        | CB              | 2               | 0               |                    | -                  | -                  | PL          | 4           | 0           | 43     | 1      |        |
| Totale Internacional | Totale Internacional | Totale Internacional | 50         | 1          |                 | 3               | 0               |                    | -                  | -                  |             | 4           | 0           | 57     | 1      |        |
| 2017                 | Ponte Preta          | A1/SP+A              | 9+1        | 0          | CB              | 0               | 0               | CS                 | 1                  | 0                  |             | -           | -           | 11     | 0      |        |
| Totale Carriera      | Totale Carriera      | Totale Carriera      | 60         | 1          |                 | 3               | 0               |                    | 1                  | 0                  |             | 4           | 0           | 68     | 1      |        |

## Palmarès
- Campionato Gaúcho: 3

Internacional: 2014, 2015, 2016